# Kibatalia borneensis
Kibatalia borneensis är en oleanderväxtart som först beskrevs av Otto Stapf, och fick sitt nu gällande namn av Elmer Drew Merrill. Kibatalia borneensis ingår i släktet Kibatalia och familjen oleanderväxter. Inga underarter finns listade i Catalogue of Life.